# Evdokija Grečišnikova
Evdokija Jur'evna Grečišnikova (in russo Евдокия Юрьевна Гречишникова?; Ufa, 9 dicembre 1982) è una pentatleta russa.

## Palmarès
In carriera ha conseguito i seguenti risultati:
- Mondiali:

Millfield 2001: bronzo nel pentathlon moderno a squadre.
San Francisco 2002: bronzo nel pentathlon moderno a squadre.
Varsavia 2005: oro nel pentathlon moderno a squadre.
Berlino 2007: bronzo nel pentathlon moderno a squadre.
Chengdu 2010: oro nel pentathlon moderno staffetta a squadre.
- Europei

Albena 2004: oro nel pentathlon moderno staffetta a squadre ed a squadre.
Montepulciano 2005: oro nel pentathlon moderno a squadre.
Riga 2007: oro nel pentathlon moderno individuale.
Mosca 2008: bronzo nel pentathlon moderno a squadre e staffetta a squadre.
Lipsia 2009: argento nel pentathlon moderno staffetta a squadre ed a squadre e bronzo individuale.